# 겨울 목마
《겨울 목마》는 1989년 2월 10일에 방영한 KBS 드라마게임이다.

## 줄거리
결혼한 지 7년이 된 윤동수는 출장을 가서 아내의 숙부댁에서 숙박하기로 하고 들렀다가 우연히 아내 미희가 결혼 전 다른 사람과 약혼했던 적이 있다는 사실을 알게 된다. 과거 부모를 일찍 여의고 숙부집에서 자란 미희는 뺑소니차에 치었으나 그곳을 지나던 한 모자의 도움으로 생명을 건지게 되고, 그때 만난 그 아들과 약혼한다. 하지만 약혼자는 결혼도 하기 전 패혈증으로 급사하게 된다. 이후 미희는 아는 사람의 소개로 남편 동수와 결혼하게 된 것이었다. 동수는 아내의 과거를 알았지만 말하지 않고 지낸다.
어느 날 동수는 회사 공사장에서 일하던 한 노인이 작업중에 중상을 입었다는 연락을 받고 병원으로 달려간다. 하지만 그곳에서 그 노인을 간호하는 아내를 만나게 되고, 그 노인이 옛 약혼자의 어머니란 사실을 알게 된다. 미희는 동수에게 사실을 말하고 설득하려 하나, 배신감을 느낀 동수는 지방근무를 자청해 지방으로 떠나가려 한다.

## 등장 인물

### 주요 인물
- 백준기 : 윤동수 역
- 김미영 : 김미희 역

### 그 외 인물
- 김복희 : 전 약혼자의 어머니 역
- 전원주
- 남윤정 : 송혜경 역 - 동수의 전 연인
- 김일란
- 권미혜
- 장희진
- 이현실
- 신종섭
- 오영갑
- 반문섭
- 박해상
- 반석진
- 여운국
- 김영배
- 이필수
- 차기환
- 윤성옥
- 정소희
- 김소정 : 김혜미 역